# Royal Aircraft Factory F.E.8
Il Royal Aircraft Factory F.E.8 (noto anche come RAF F.E.8) fu un aereo da caccia, monomotore in configurazione spingente, monoposto e biplano, sviluppato dall'istituto di ricerca britannico Royal Aircraft Factory (RAF) negli anni dieci del XX secolo e prodotto oltre che negli stabilimenti della RAF anche su licenza dalla britannica Vickers e dalla francese Darracq.
Destinato ad equipaggiare gli squadrons del Royal Flying Corps (RFC) nelle prime fasi della prima guerra mondiale, al momento di entrare in servizio risultava già obsoleto ed inadeguato a sostenere combattimenti aerei con i pari ruolo avversari della tedesco imperiale Luftstreitkräfte, quindi ben presto sostituito dai più convenzionali ed efficienti Nieuport 17 ed Airco DH.5.

## Utilizzatori
Regno Unito
- Royal Flying Corps